# Szota Rustawelis Mcwerwali
Szota Rustawelis Mcwerwali (gruz. შოთა რუსთაველის მწვერვალი) – szczyt Wielkiego Kaukazu o wysokości 4960 m n.p.m. (niektóre źródła przypisują tę nazwę szczytowi znanemu jako Pik 4859 i podają jego wysokość jako 4859 m n.p.m.). Znajduje się w regionie Górna Swanetia, na granicy gruzińsko-rosyjskiej, w gminie Mestia. Położony jest w Ścianie Bezengi, na zachód od Szchary. Zbudowany jest z paleozoicznych granitoidów i gnejsów.
Pierwszymi zdobywcami szczytu, od strony południowej, zostali 23 października 1937 gruzińscy alpiniści Aleksandre Gwalia i Ramin Kwiciani, którzy nazwali go na cześć Szoty Rustawelego.